# Имиёган
Имиёган (устар. Имн-Еган) — река в России, протекает по Ханты-Мансийскому АО. Вытекает из озера Имнлор на высоте 64 м над уровнем моря. Устье реки находится в 26 км по правому берегу реки Ватьёган. Длина реки составляет 15 км.

## Данные водного реестра
По данным государственного водного реестра России относится к Верхнеобскому бассейновому округу, водохозяйственный участок реки — Обь от впадения реки Вах до города Нефтеюганск, речной подбассейн реки — Обь ниже Ваха до впадения Иртыша. Речной бассейн реки — (Верхняя) Обь до впадения Иртыша.